# Hargimont
Hargimont is een dorp in de Belgische provincie Luxemburg en een deelgemeente van de stad Marche-en-Famenne, het was een zelfstandige gemeente tot aan de gemeentelijke herindeling van 1977.

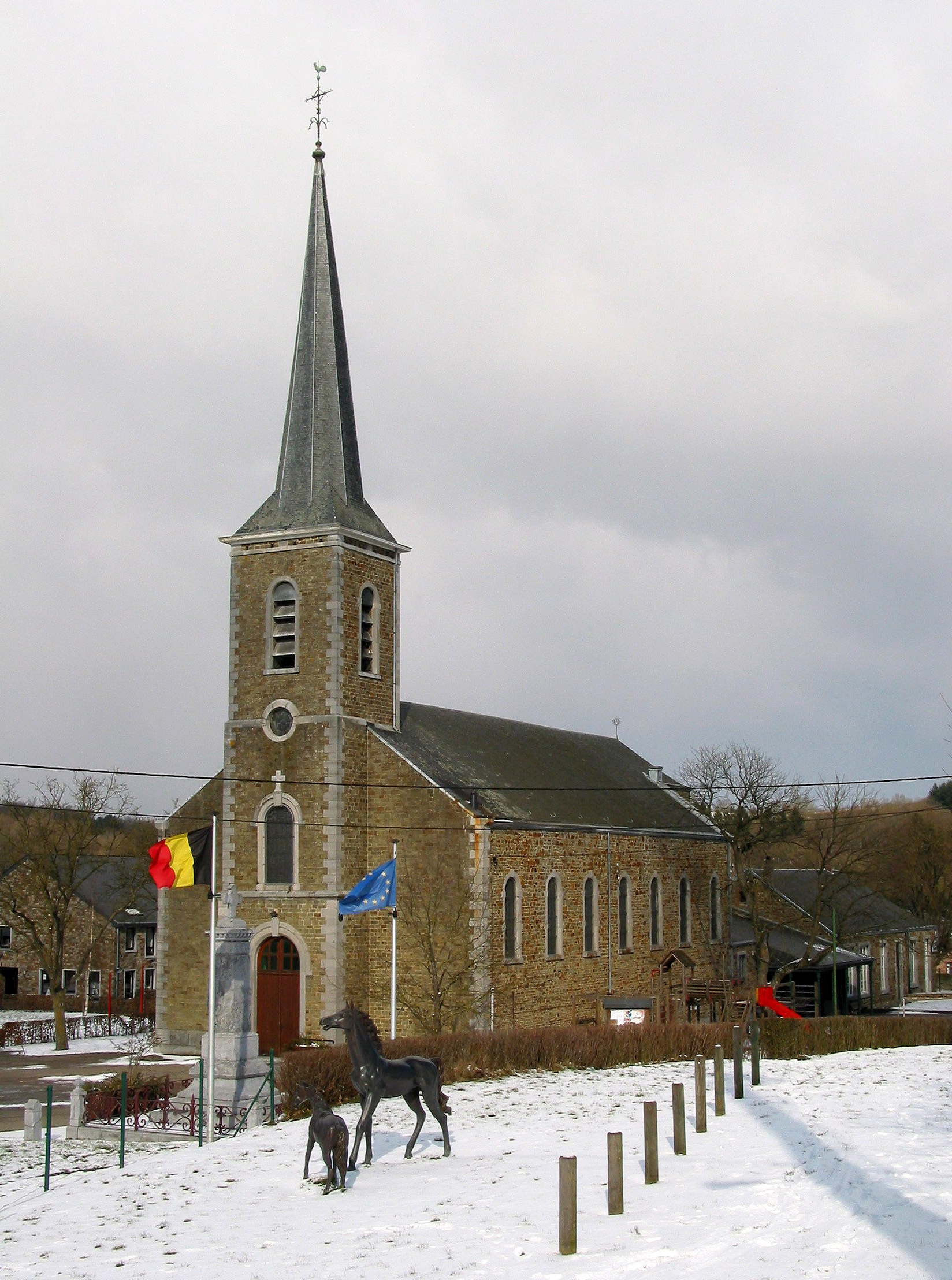
Eglise Saint-Gobert

## Geschiedenis
Op het eind van het ancien régime werd Hargimont een gemeente. In 1823 werd de naburige gemeente Jemeppe opgeheven en bij Hargimont gevoegd. Hargimont bleef een zelfstandige gemeente tot 1 januari 1977. 

## Demografische ontwikkeling
- Bronnen:NIS, Opm:1831 tot en met 1970=volkstellingen, 1976= inwoneraantal op 31 december

## Bezienswaardigheden

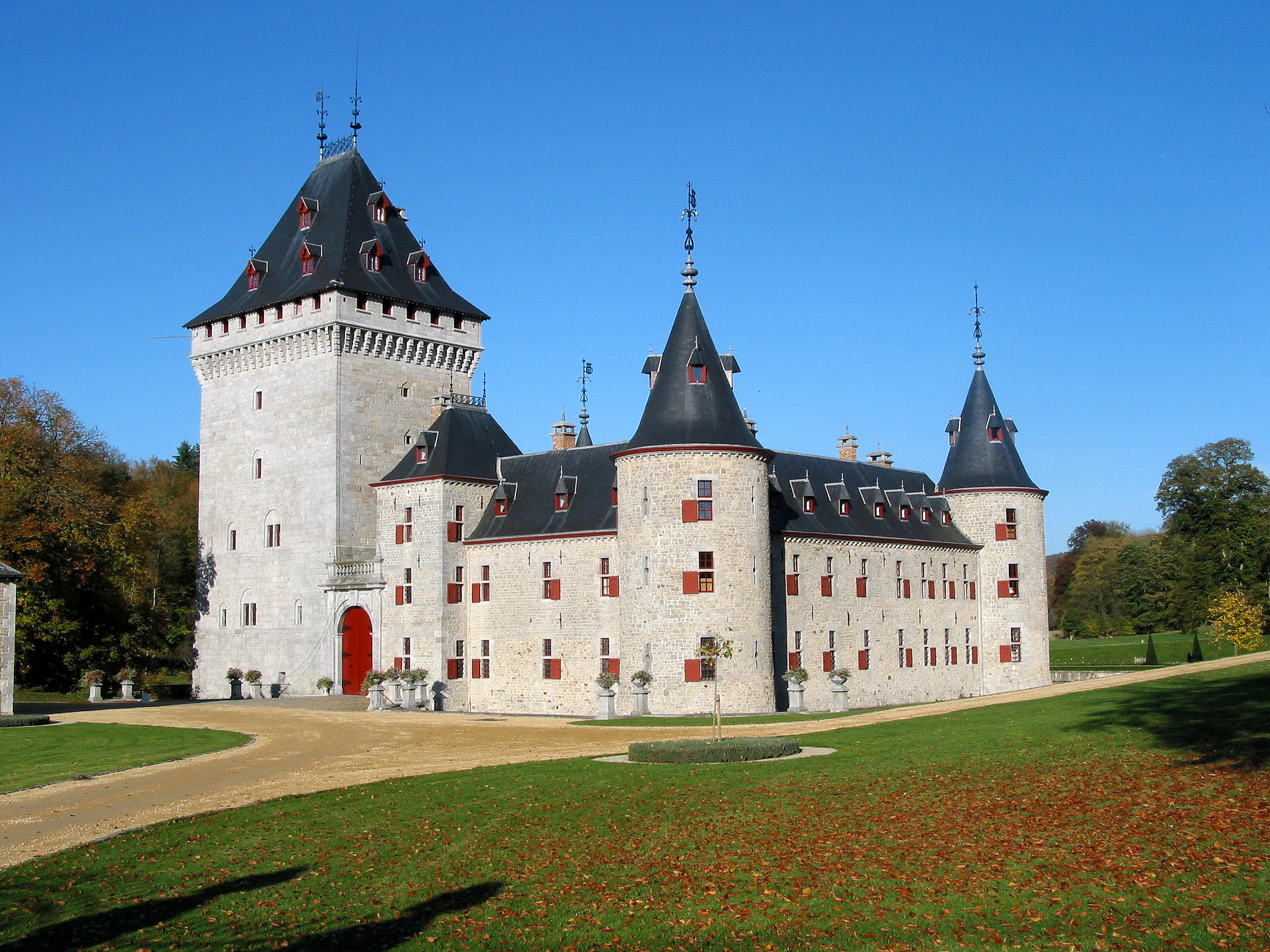
Château Jemeppe in Hargimont

- het Kasteel Jemeppe dat model stond voor Kasteel Almere.[1]
- de Église Saint-Gobert

Deelgemeenten: Aye · Hargimont · Humain · Marche-en-Famenne · On · Roy · Waha

Overige dorpen: Champlon-Famenne · Grimbiémont · Hollogne · Jemeppe · Lignières · Marloie · Verdenne 

Belgische gemeenten · Arrondissement Marche-en-Famenne · Luxemburg · Wallonië